# Lal Bahadur Shastri
Lal Bahadur Shastri – hindi लालबहादुर शास्त्री) – (2. oktober 1904 i Mughalsarai i United Provinces of Agra and Oudh – 11. januar 1966) var en indisk politiker og medlem af Indian National Congress (Kongrespartiet). 
Shastri var en fremtrædende figur under den indiske kamp for selvstændighed, og efter Indiens selvstændighed blev han en indflydelsesrig politiker med flere ministerposter fra 1952. Efter Jawaharlal Nehrus død i 1964 blev han udpeget af det indiske regeringsparti Kongrespartiet til at overtage posten som Indiens premierminister. Han overtog posten den 9. juni 1964, efter at Gulzarilal Nanda havde fungeret et par uger som midlertidig premierminister.
Shastri fortsatte Nehrus strategi med at opbygge Indien inden for rammerne af et socialistisk orienteret demokrati, kombineret med opretholdelse af en udenrigspolitik baseret på fredelig sameksistens. Et af hovedproblemerne for Shastri var Pakistans krav på Kutch-halvøen Rann of Kutch og Kashmir, som resulterede i udbruddet af en krig mellem Indien og Pakistan i 1965. Situationen blev ikke bedre af, at Kina rettede henvendelse til Indien med en påstand om, at indiske militærstyrker havde bevæget sig ind på kinesisk territorium under kampene i Kashmir, hvilket Shastris regering benægtede. 
Efter mægling af FN blev krigshandlingerne indstillet, og efter en række forhandlinger blev en fredsaftale (Tashkent Declaration) underskrevet den 10. januar 1966 af Shastri og den pakistanske præsident Muhammad Ayub Khan under et topmøde i Tashkent (i daværende USSR, men nu Usbekistan), organiseret af Sovjetunionens leder Alexey Kosygin. Dagen efter – den 11. januar 1966 – døde Shastri (der tidligere havde lidt af hjerteproblemer) af et hjertetilfælde.
Shastri blev erstattet som Indiens premierminister af Indira Gandhi, efter at Gulzarilal Nanda atter havde fungeret som midlertidig premierminister indtil en endelig løsning var på plads.